# American Economic Association
Amerykańskie Towarzystwo Ekonomiczne (ang. American Economic Association, AEA) – towarzystwo naukowe skupiające ekonomistów celem propagowania badań naukowych w dziedzinie ekonomii, publikacji na tematy ekonomiczne i propagowania wolnej debaty ekonomicznej.
Organizacja powstała w 1885 z inicjatywy grupy młodych akademików pod kierownictwem Richarda Ely’ego – profesora Uniwersytetu Johnsa Hopkinsa i kształconych w nurcie niemieckiej szkoły historycznej. Pierwszym przewodniczącym stowarzyszenia był Francis Amasa Walker, a pozycję tę piastowali m.in. Joseph Schumpeter, Paul Samuelson, Wassily Leontief, James Tobin, John Kenneth Galbraith, Kenneth Arrow, Robert Solow i Amartya Sen. Formalnie inkorporowana została w 1923 w Waszyngtonie.
Obecnie stowarzyszenie liczy około 18 tysięcy członków, z których połowa to akademicy.
Stowarzyszenie wydaje wysoko cenione czasopisma naukowe:
- American Economic Review od 1911
- Journal of Economic Literature(inne języki) od 1963
- Journal of Economic Perspectives(inne języki) od 1987
- od 2009 cztery czasopisma jako American Economic Journal(inne języki) (AEJ): Macroeconomics, Microeconomics, Applied Economics i Economic Policy[5].

Od 1947 towarzystwo przyznaje najzdolniejszym młodym naukowcom, którzy nie przekroczyli 40. roku życia, Medal Johna Batesa Clarka. Odznaczenie to zostało ufundowane w celu uczczenia pamięci amerykańskiego ekonomisty Johna Batesa Clarka (1847–1938), współzałożyciela Amerykańskiego Towarzystwa Ekonomicznego. Dotychczas 12 ekonomistów odznaczonych Medalem Clarka zostało w późniejszym okresie nagrodzonych Nagrodą im. Alfreda Nobla w dziedzinie ekonomii, dlatego wyróżnienie to jest uznawane często za zapowiedź przyszłych noblistów.

## Lista przewodniczących
Lista przewodniczących za stroną AEA:
| Rok     | Przewodnicząca/Przewodniczący  | Instytucja                            | Nagroda Nobla |
| 1886–92 | Francis Amasa Walker           | Massachusetts Institute of Technology |               |
| 1894    | John Bates Clark               | Columbia University                   |               |
| 1900    | Richard Ely                    | Johns Hopkins University              |               |
| 1902    | Edwin Robert Anderson Seligman | Columbia University                   |               |
| 1904    | Frank William Taussig          | Harvard University                    |               |
| 1908    | Simon Patten                   | Wharton School                        |               |
| 1909    | Davis Rich Dewey               | Massachusetts Institute of Technology |               |
| 1912    | Frank Fetter                   | Princeton University                  |               |
| 1915    | Walter Francis Willcox         | Cornell University                    |               |
| 1916    | Thomas Nixon Carver            | Harvard University                    |               |
| 1917    | John R. Common                 | University of Wisconsin-Madison       |               |
| 1918    | Irving Fisher                  | Yale University                       |               |
| 1920    | Herbert J. Davenport           | Cornell University                    |               |
| 1921    | Jacob Hollander                | Johns Hopkins University              |               |
| 1924    | Wesley Clair Mitchell          | University of Chicago                 |               |
| 1925    | Allyn Abbott Young             | London School of Economics            |               |
| 1926    | Edwin Walter Kemmerer          | Princeton University                  |               |
| 1928    | Fred M. Taylor                 | University of Michigan                |               |
| 1935    | John Maurice Clark             | Columbia University                   |               |
| 1936    | Alvin Saunders Johnson         | The New School                        |               |
| 1938    | Alvin Hansen                   | Harvard University                    |               |
| 1939    | Jacob Viner                    | University of Chicago                 |               |
| 1940    | Frederick C. Mills             | Columbia University                   |               |
| 1941    | Sumner Slichter                | Harvard University                    |               |
| 1942    | Edwin Griswold Nourse          | University of Chicago                 |               |
| 1947    | Paul Douglas                   | University of Chicago                 |               |
| 1948    | Joseph Schumpeter              | Harvard University                    |               |
| 1950    | Frank Knight                   | University of Chicago                 |               |
| 1951    | John H. Williams               | Harvard University                    |               |
| 1952    | Harold Innis                   | University of Toronto                 |               |
| 1953    | Calvin B. Hoover               | University of Minnesota               |               |
| 1954    | Simon Kuznets                  | University of Pennsylvania            | 1971          |
| 1955    | John D. Black                  | Harvard University                    |               |
| 1956    | Edwin E. Witte                 | Harvard University                    |               |
| 1957    | Morris A. Copeland             | University of Chicago                 |               |
| 1958    | George W. Stocking             | Vanderbilt University                 |               |
| 1959    | Arthur Burns                   | Columbia University                   |               |
| 1960    | Theodore Schultz               | University of Chicago                 |               |
| 1961    | Paul Samuelson                 | University of Chicago                 | 1970          |
| 1962    | Edward S. Mason                |                                       |               |
| 1963    | Gottfried Haberler             | Harvard University                    |               |
| 1964    | George Stigler                 | Columbia University                   | 1982          |
| 1965    | Joseph J. Spengler             | Duke University                       |               |
| 1966    | Fritz Machlup                  | Princeton University                  |               |
| 1967    | Milton Friedman                | University of Chicago                 | 1976          |
| 1968    | Kenneth E. Boulding            | University of Colorado Boulder        |               |
| 1969    | William J. Fellner             | Yale University                       |               |
| 1970    | Wassily Leontief               | Harvard University                    | 1973          |
| 1971    | James Tobin                    | Harvard University                    | 1981          |
| 1972    | John Kenneth Galbraith         | Harvard University                    |               |
| 1973    | Kenneth Arrow                  | Stanford University                   | 1972          |
| 1974    | Walter Heller                  | University of Minnesota               |               |
| 1975    | Robert Aaron Gordon            |                                       |               |
| 1976    | Franco Modigliani              | Carnegie Mellon University            | 1985          |
| 1977    | Lawrence Klein                 | University of Pennsylvania            | 1980          |
| 1978    | Tjalling Koopmans              | Yale University                       | 1975          |
| 1979    | Robert Solow                   | Massachusetts Institute of Technology | 1987          |
| 1980    | Moses Abramovitz               | Stanford University                   |               |
| 1981    | William Baumol                 | Princeton University                  |               |
| 1982    | Gardner Ackley                 | University of Michigan                |               |
| 1983    | Arthur Lewis                   | Princeton University                  | 1979          |
| 1984    | Charles Schultze               | Georgetown University                 |               |
| 1985    | Charles P. Kindleberger        | Columbia University                   |               |
| 1986    | Alice Rivlin                   | Brookings Institution                 |               |
| 1987    | Gary Becker                    | University of Chicago                 | 1992          |
| 1988    | Robert Eisner                  | Northwestern University               |               |
| 1989    | Joseph A. Pechman              | University of Wisconsin-Madison       |               |
| 1990    | Gérard Debreu                  | University of California, Berkeley    | 1983          |
| 1991    | Thomas Schelling               | Yale University                       | 2005          |
| 1992    | William Vickrey                | Columbia University                   | 1996          |
| 1993    | Zvi Griliches                  | University of Chicago                 |               |
| 1994    | Amartya Sen                    | Harvard University                    | 1998          |
| 1995    | Victor Fuchs                   | Stanford University                   |               |
| 1996    | Anne Osborn Krueger            | Johns Hopkins University              |               |
| 1997    | Arnold Harberger               | University of Chicago                 |               |
| 1998    | Robert Fogel                   | University of Chicago                 | 1993          |
| 1999    | D. Gale Johnson                | University of Chicago                 |               |
| 2000    | Dale W. Jorgenson              | Harvard University                    |               |
| 2001    | Sherwin Rosen                  | University of Chicago                 |               |
| 2002    | Robert Lucas Jr.               | Carnegie Mellon University            | 1995          |
| 2003    | Peter Diamond                  | Massachusetts Institute of Technology | 2010          |
| 2004    | Martin Feldstein               | Harvard University                    |               |
| 2005    | Daniel McFadden                | University of California, Berkeley    | 2000          |
| 2006    | George A. Akerlof              | Georgetown University                 | 2001          |
| 2007    | Thomas Sargent                 | University of Chicago                 | 2011          |
| 2008    | Avinash Dixit                  | Princeton University                  |               |
| 2009    | Angus Deaton                   | Princeton University                  | 2015          |
| 2010    | Robert Hall                    | Stanford University                   |               |
| 2011    | Orley Ashenfelter              | Princeton University                  |               |
| 2012    | Christopher Sims               | Princeton University                  | 2011          |
| 2013    | Claudia Goldin                 | Harvard University                    |               |
| 2014    | William Nordhaus               | Yale University                       |               |
| 2015    | Richard Thaler                 | University of Chicago                 |               |
| 2016    | Robert J. Shiller              |                                       |               |
| 2017    | Alvin E. Roth                  |                                       |               |
| 2018    | Olivier Blanchard              |                                       |               |
| 2019    | Ben Bernanke                   |                                       |               |
| 2020    | Janet Yellen                   |                                       |               |
| 2021    | David Card                     |                                       |               |
| 2022    | Christina Romer                |                                       |               |